# 鵡川町 (舊)
鵡川町（日语：／ Mukawa chō */?）為過去位於北海道膽振支廳東部的行政區劃，已於2006年3月27日與穗別町合併為新設置的鵡川町。新的鵡川町和過去的鵡川町的中文名稱雖然同為「鵡川」，但日文原名是不同的，新的鵡川町日文原名是使用「鵡川」的平假名。
町名源自阿伊努語的「mu-ka-pet」（阻塞的河川）。

## 歷史
- 1895年：設置鵡川村戶長役場。
- 1915年4月1日：鵡川村成為北海道二級村。[1]
- 1953年4月1日：改制為鵡川町。
- 1980年：變更穂別町與鵡川町之間的邊界。
- 2004年5月6日：鵡川町和穗別町設置法定合併協議會。
- 2006年3月27日：舊鵡川町和穂別町合併成新設立的鵡川町。

## 產業
農業為主，產物包括米、野菜、花卉、乳牛、肉牛、輕種馬。

## 交通

### 機場
- 新千歲機場（位於千歲市和苫小牧市）

### 鐵路
- 北海道旅客鐵道
  - 日高線：濱田浦車站 - 鵡川車站 - 汐見車站

|  |  |

### 道路
| 高速國道 - 日高自動車道 - 鵡川交流道 一般國道 - 國道235號 | 主要地方道 - 北海道道10號千歲鵡川線 - 北海道道59號平取厚真線 - 北海道道74號穂別鵡川線 道道 - 北海道道575號鵡川停車場線 - 北海道道983號米原田浦線 - 北海道道1046號鵡川厚真線 |

### 巴士
- 道南巴士
- 厚真巴士

## 觀光景點
| - 鵡川溫泉 | - 鵡川盛土墳墓群（北海道指定史跡） |

## 教育

### 高等學校
- 道立北海道鵡川高等學校（页面存档备份，存于）

### 中學校
- 鵡川町立鵡川中學校

### 小學校
| - 鵡川町立鵡川中央小學校 | - 鵡川町立宮戶小學校 | - 鵡川町立生田小學校 |

## 姊妹市・友好都市

### 日本
- 砺波市（富山縣）：於1995年與川町締結姊妹都市[2]，庄川町於2004年11月1日 合併為砺波市。